# Austurstræti

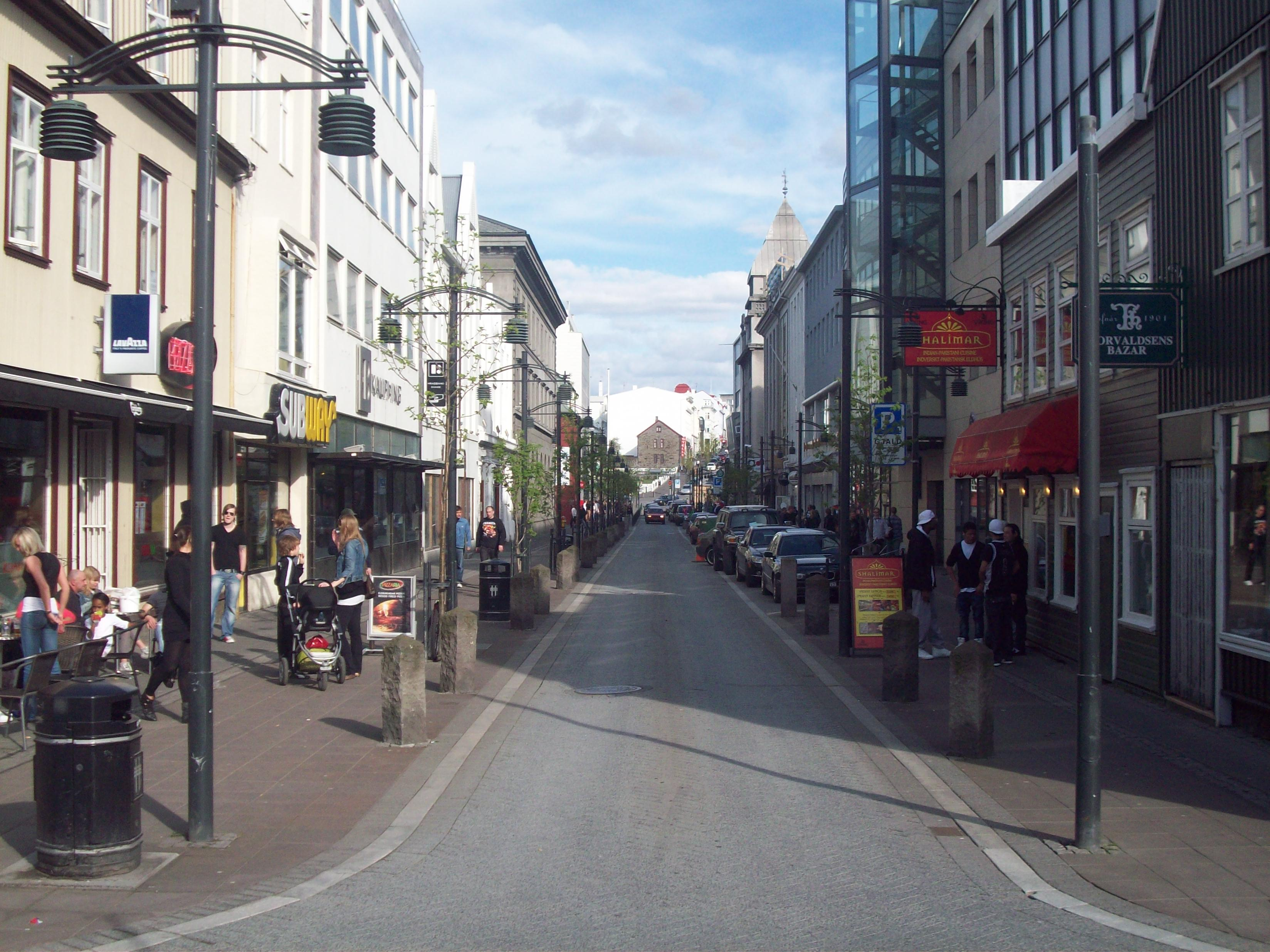
Austurstræti 2009 (Blick nach Osten Richtung Lækjartorg / Bankastræti)

Die Austurstræti (Deutsch: Oststraße) ist eine Straße im Zentrum der isländischen Hauptstadt Reykjavík, welche von der Straße Veltusund östlich zur Straße Lækjargata führt. Ihre Fortsetzung in Richtung Osten bilden die Bankastræti und der Laugavegur. Am 18. April 2007 wurden zwei historische Gebäude an der Austurstræti bei einem Brand zerstört.

## Name
Die Austurstræti wurde früher als Langafortov oder Langastétt (Deutsch: Langes Pflaster) bezeichnet. Die Straße wurde so benannt, weil ihre Südseite mit Stein gepflastert war, damit die Leute auch bei starkem Regen die Straße nutzen konnten.

## Kultur
Der Komiker Laddi besang die Austurstræti in einem gleichnamigen Popsong. Sie wird auch im Schlager Fröken Reykjavík von Jónas Árnason und seinem Bruder Jón Múli Árnason erwähnt. Der Lyriker Tómas Guðmundsson schrieb ein Gedicht Austurstræti.

## Galerie

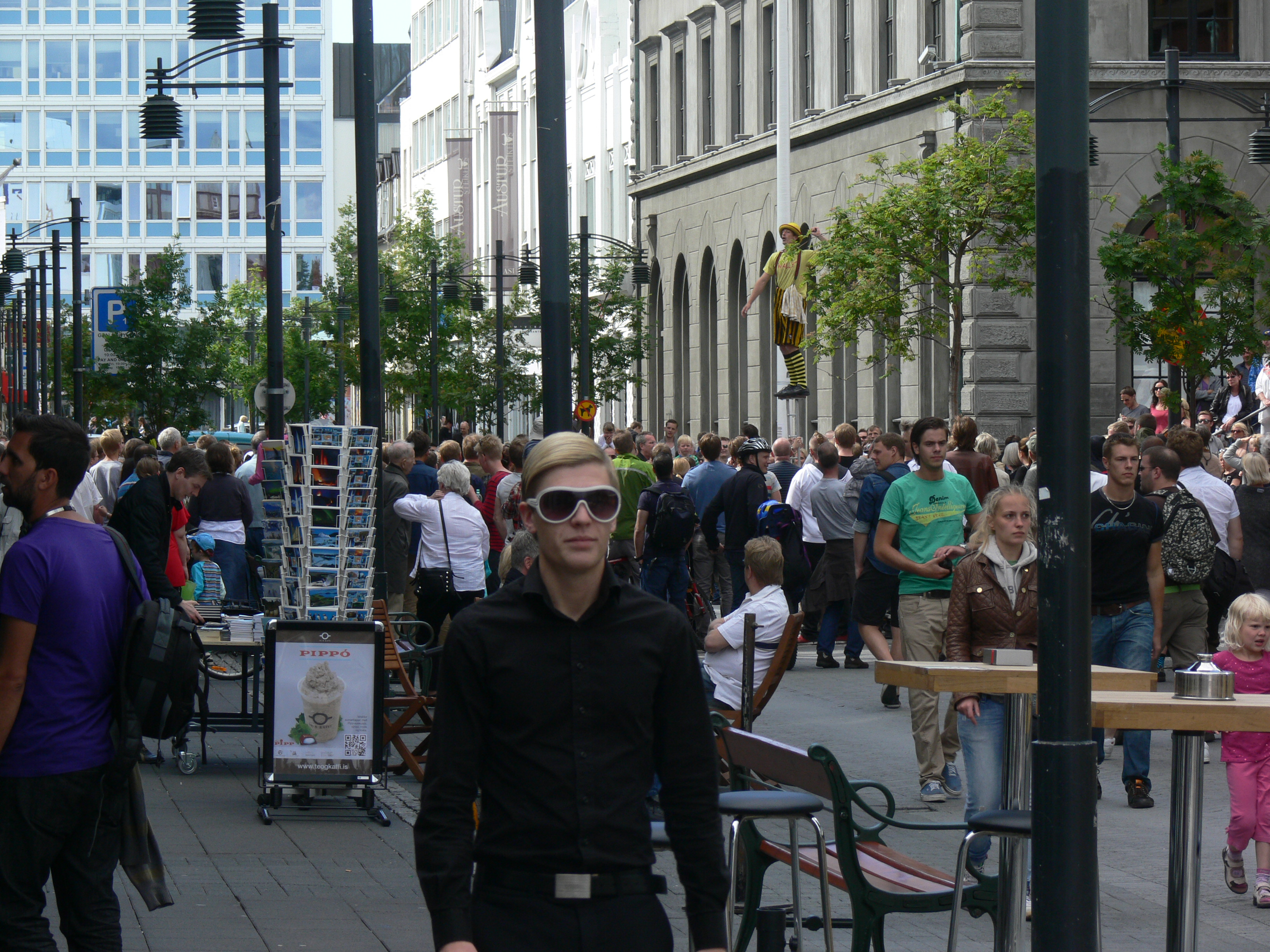
Menschenmenge in der Austurstræti
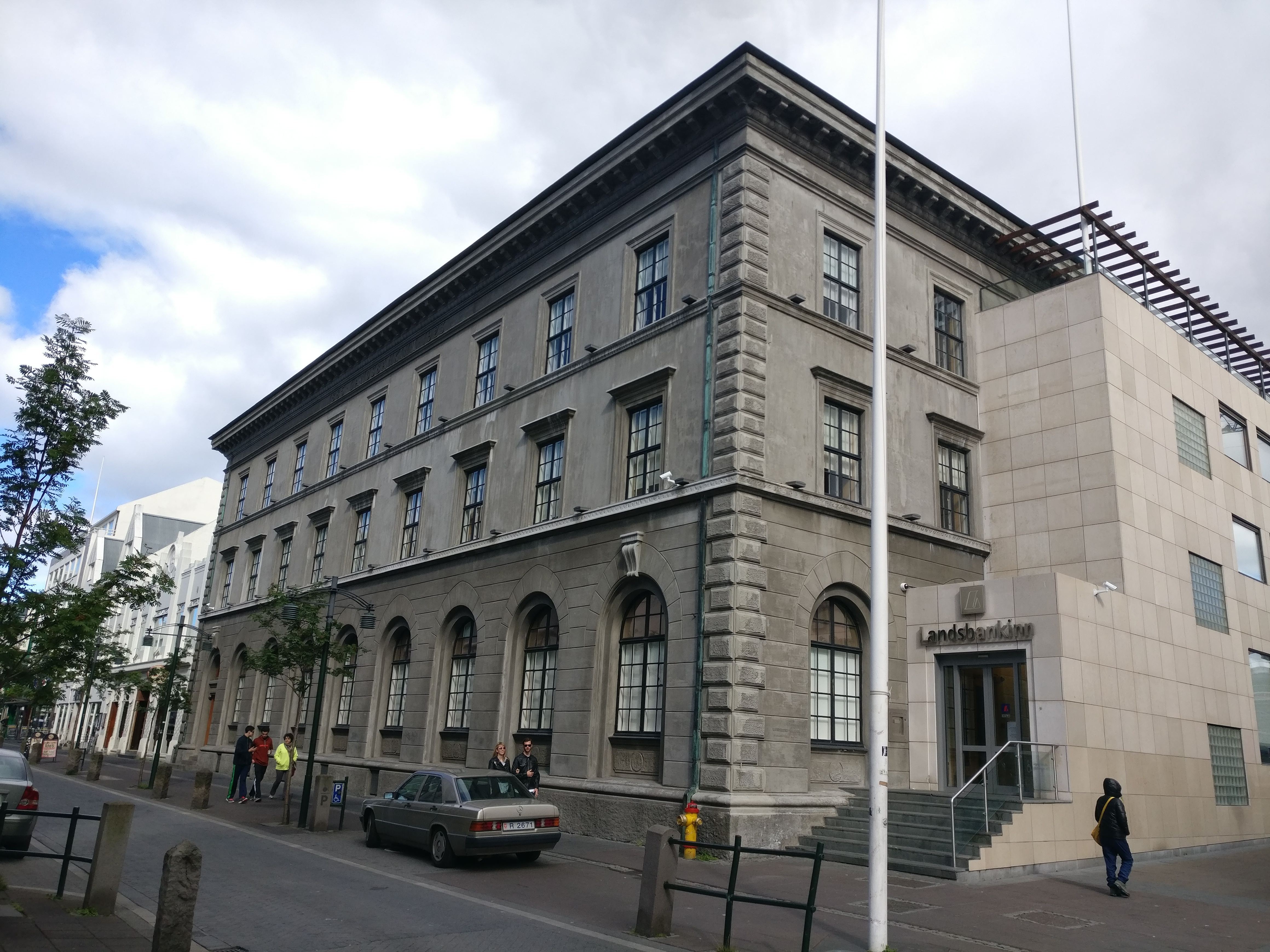
Haus Austurstræti 11, Landsbankinn
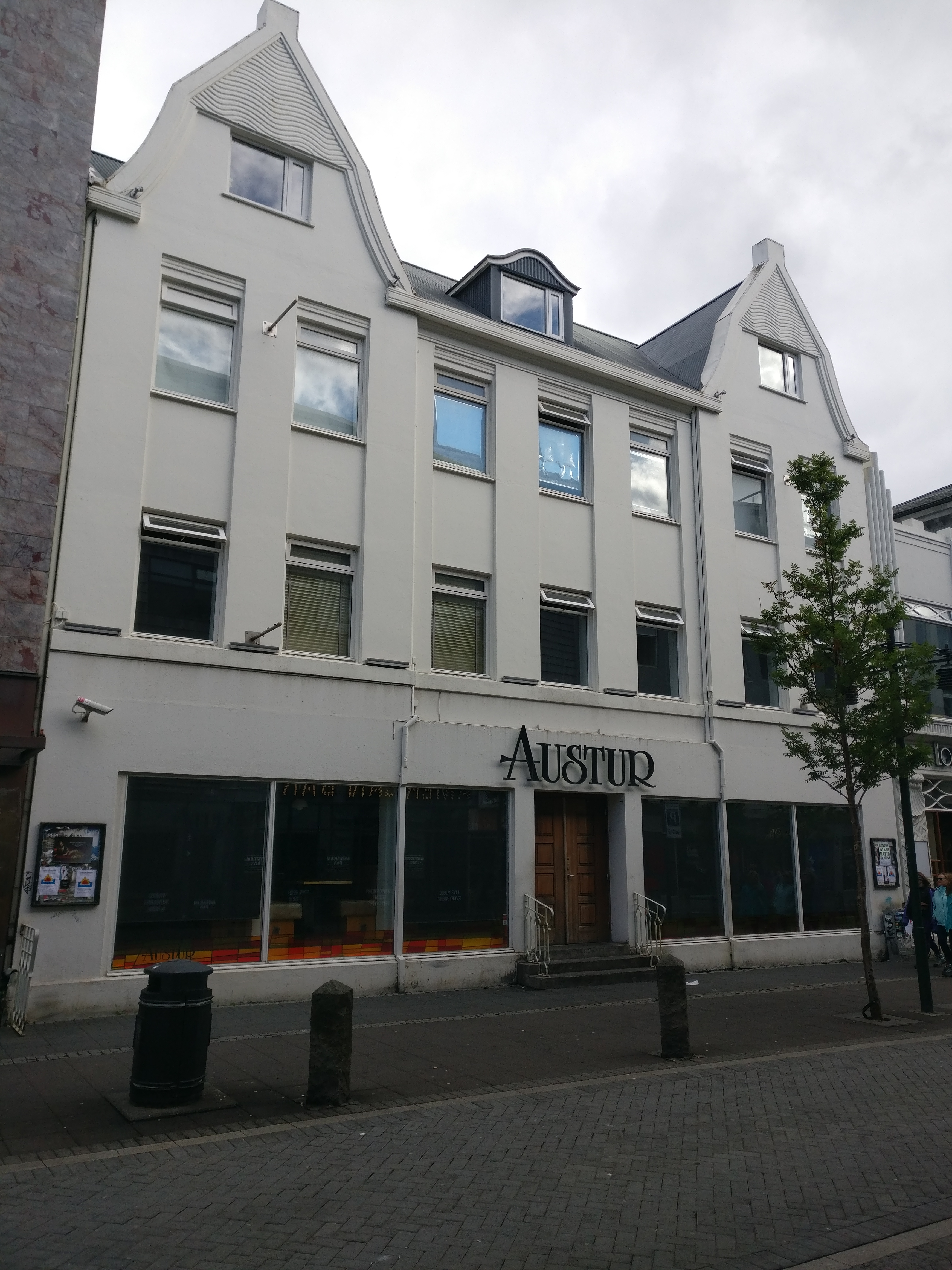
Haus Austurstræti 7, ein Nachtclub
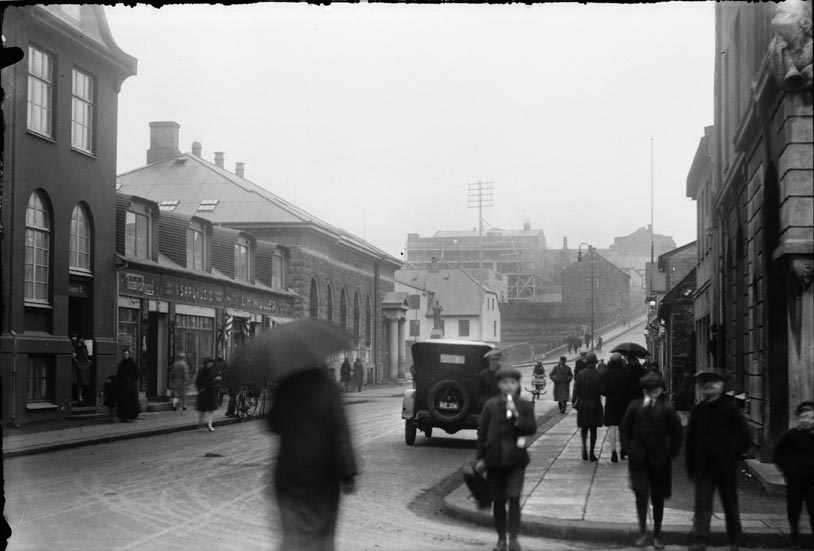
Historisches Foto, 1924/25